# Pleroma
Pour les articles homonymes, voir Plérôme.
Pleroma (en référence à Plérôme, du grec ancien : πλήρωμα (pleroma), signifiant plénitude), est un logiciel de microblog créé en 2017, pouvant être auto-hébergé, libre et open-source, distribué et beaucoup plus léger que Mastodon. Il est, comme Mastodon, fédéré sur le réseau social Fediverse, via le protocole ActivityPub. Il est donc possible d'échanger dans un même fil de discussion, avec des instances de ces deux moteurs, ainsi que Peertube, Funkwhale, Pixelfed, GNU social, Mobilizon, etc.
Pleroma permet de créer des billets au format brut, HTML, BBCode et Markdown jusqu'à 5 000 caractères par défaut, mais ajustable à la volée par instance via le fichier de configuration ou bien une interface d'administrateur appelée Admin FE. Depuis la version 2.1.0, sortie le 28 août 2020, il est possible de prévisualiser le rendu avant de poster, sur le frontend par défaut.
Le Backend Pleroma est développé avec le langage Elixir, le framework Phoenix (en) et utilise une base de données PostgreSQL.
Le frontend Pleroma FE est écrit en JavaScript avec Vue.js.
Le frontend alternatif Mastodon FE, fourni de base avec Pleroma, est basé sur celui de glitch-soc, lui même issu du frontend officiel de Mastodon. Ce frontend a été supprimé lors de la sortie de la version 2.5.0, le 23 décembre 2022.
De multiples clients et frontends sont disponibles pour Pleroma pour la plupart des systèmes d'exploitation.